# Henri Labrouste
Pierre François Henri Labrouste (sinh 11 tháng 5 năm 1801 tại Paris - mất 24 tháng 6 năm 1875 tại Fontainebleau) là một kiến trúc sư người Pháp thuộc trường phái École des Beaux Arts nổi tiếng. Sinh ra và lớn lên tại Paris, Labrouste đạt giải Khôi nguyên La Mã vào năm 1824 và được tới Roma trong vòng sáu năm. Trở về Pháp, ông mở một xưởng kiến trúc, nhanh chóng trở nổi tiếng. Henri Labrouste được biết tới nhờ những công trình sử dụng kết cấu thép và là một trong nhưng nhân vật tiên phong của lĩnh vực này.

## Công trình
- Thư viện Sainte-Geneviève, quảng trường Panthéon, Paris
- Cải tạo Thư viện Quốc gia Pháp, địa điểm Richelieu, Paris